# Fabienne Suter

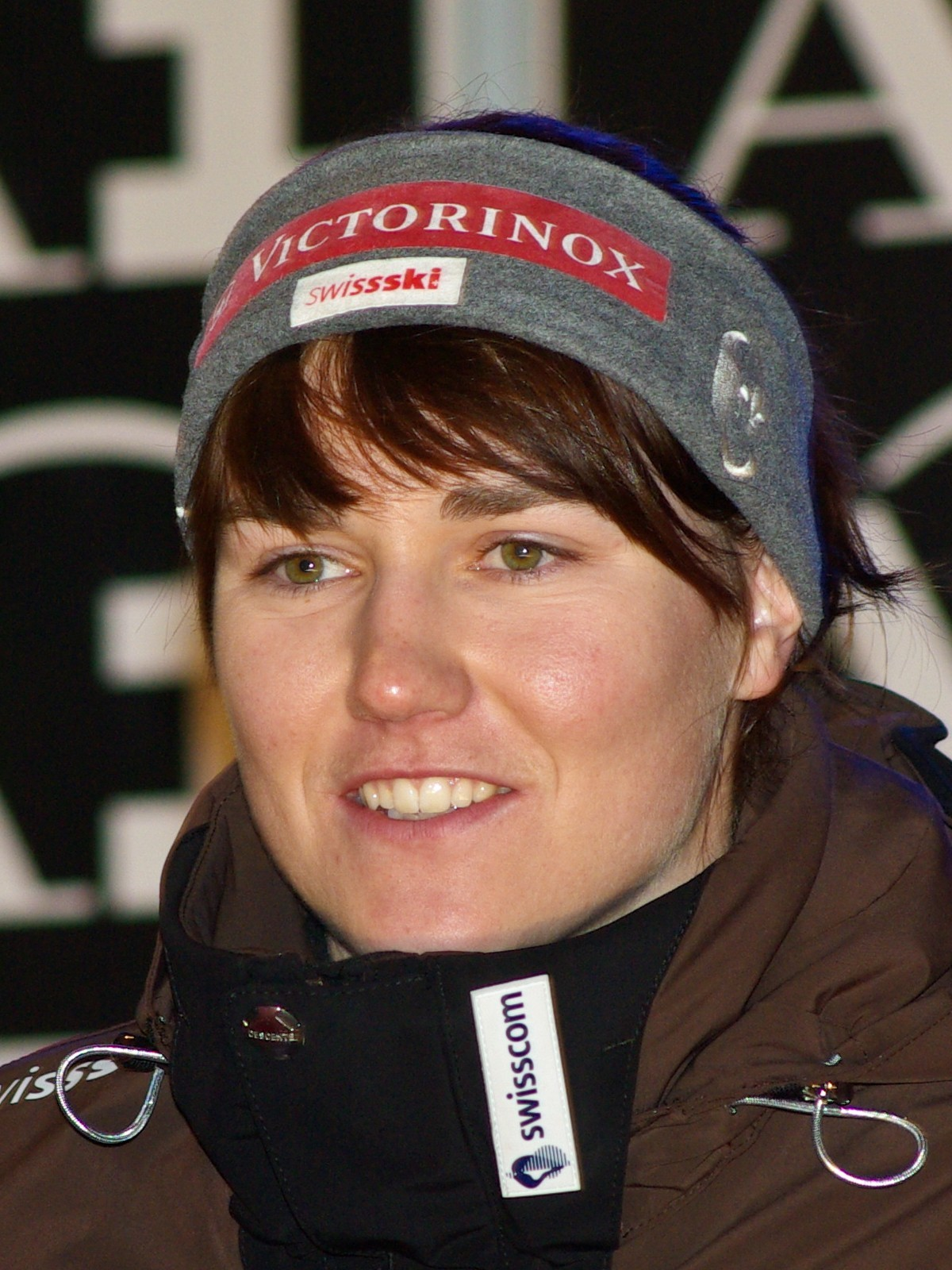
Fabienne Suter 2009

Fabienne Suter, född 5 januari 1985 i Sattel, är en schweizisk alpin skidåkare.
Suter tog en bronsmedalj i lagtävlingen i VM i Åre 2007.
Hon slutade trea i super-g-cupen säsongerna 2007/2008 och 2008/2009.

## Världscupsegrar
| Datum            | Plats              | Disciplin |
| ---------------- | ------------------ | --------- |
| 10 februari 2008 | Sestriere          | Super-G   |
| 13 mars 2008     | Bormio             | Super-G   |
| 27 februari 2009 | Bansko             | Störtlopp |
| 8 januari 2012   | Bad Kleinkirchheim | Super-G   |

## Fotnoter
1. ↑  Fakta från FIS
2. ↑  Delad seger med Andrea Fischbacher